# عمر فلوريس
عمر فلوريس (بالإسبانية: Omar Flores)‏ (6 مايو 1979 بأكابولكو في المكسيك - ) هو لاعب كرة قدم مكسيكي في مركز الدفاع. لعب مع كلوب ليون ونادي أطلس ونادي تشياباس وLobos BUAP ‏ وBallenas Galeana Morelos ‏ ونادي كيريتارو.

## وصلات خارجية
- عمر فلوريس على موقع قاعدة بيانات كرة القدم.إي يو (الإنجليزية)